# هيلين لونش
هيلين لونش (بالإنجليزية: Helen Lynch)‏ هي ممثلة أمريكية، ولدت في 6 أبريل 1900 في بيلينغز في الولايات المتحدة، وتوفيت في 2 مارس 1965 في ميامي بيتش في الولايات المتحدة.

## أعمال

### أفلام
- (1927) العالم السفلي

## وصلات خارجية
- هيلين لونش على موقع IMDb (الإنجليزية)
- هيلين لونش على موقع أول موفي (الإنجليزية)
- هيلين لونش على موقع قاعدة بيانات الأفلام السويدية (السويدية)
- هيلين لونش على موقع قاعدة بيانات الفيلم (الإنجليزية)
- هيلين لونش على موقع كينوبويسك (الروسية)